# 顏容舒
顏容舒（1533年—1589年），字日莊，號鴻磐，福建泉州府晉江縣安海镇西安村人，軍籍，明朝政治人物。

## 生平
嘉靖三十七年（1558年）戊午科福建鄉試第五十九名舉人。隆慶二年（1568年）中式戊辰科會試第七十九名，第三甲第一百七十九名進士。授博罗縣知縣，抵禦倭寇有功，萬曆元年（1573年）三月升任户科给事中，巡视光禄寺，弹劾尚膳监内官王朝用因索例肉，殴死厨役，乞敕重究如例。五年闰八月復除原职，不久升工科右给事中，六年正月升本科左，七年五月升礼科都给事中，巡城厂库，钦差册封崇府，加一品。

## 家族
曾祖顏貴；祖父顏晁；父顏湍，母蔡氏。具庆下。
侄子颜廷濬（号澄吉）入籍广东南海县。後代颜亮洲（1697年-1751年）从事广州十三行的海外贸易生意，不十余年，拥巨资，成居室，称城西甲乙之家。